# Volta a Portugal - Lista de vencedores do Prémio por Pontos
Lista dos vencedores do Prémio por Pontos da Volta a Portugal em Bicicleta.

## Lista de Vencedores
| Edição                                                             | Ano  | Vencedor                     | Equipa                          | ref   |
| ------------------------------------------------------------------ | ---- | ---------------------------- | ------------------------------- | ----- |
| 64                                                                 | 2023 | Daniel Babor                 | Caja Rural/Seguros RGA          |       |
| 63                                                                 | 2022 | Scott McGill                 | Wildlife Generation Pro Cycling | [ 1 ] |
| 62                                                                 | 2021 | Rafael Reis                  | Efapel                          | [ 2 ] |
| Esp                                                                | 2020 | Luís Gomes                   | Kelly–Simoldes–UDO              | [ 3 ] |
| 61                                                                 | 2019 | Daniel Mestre                | W52–FC Porto                    | [ 4 ] |
| 60                                                                 | 2018 | Vicente Garcia de Mateos     | Aviludo-Louletano-Uli           | [ 5 ] |
| 59                                                                 | 2017 | Vicente Garcia de Mateos     | Louletano-Hospital de Loulé     |       |
| 58                                                                 | 2016 | Gustavo Veloso               | W52–FC Porto–Porto Canal        |       |
| 57                                                                 | 2015 | Gustavo Veloso               | W52-Quinta da Lixa              |       |
| 56                                                                 | 2014 | Davide Vigano                | Caja Rural-Seguros RGA          |       |
| 55                                                                 | 2013 | Manuel Cardoso               | Caja Rural                      |       |
| 54                                                                 | 2012 | Reinhardt Janse van Rensburg | Mtn-Qubeka                      |       |
| 53                                                                 | 2011 | Sérgio Ribeiro               | Barbot-Efapel                   |       |
| 52                                                                 | 2010 | Sérgio Ribeiro               | Barbot-Siper                    |       |
| 51                                                                 | 2009 | Cândido Barbosa              | Palmeiras Resort-Tavira         |       |
| 50                                                                 | 2008 | Francisco Pacheco            | Barbot-Siper                    |       |
| 49                                                                 | 2007 | Cândido Barbosa              | Liberty Seguros                 |       |
| 48                                                                 | 2006 | Cândido Barbosa              | LA Aluminios-Liberty Seguros    |       |
| 47                                                                 | 2005 | Cândido Barbosa              | LA Aluminios-Liberty Seguros    |       |
| 46                                                                 | 2004 | Cândido Barbosa              | LA Aluminios-Pecol-Bombarral    |       |
| 45                                                                 | 2003 | Cândido Barbosa              | LA Aluminios-Pecol-Bombarral    |       |
| 44                                                                 | 2002 | Angel Edo                    | Milaneza-MSS                    |       |
| 43                                                                 | 2001 | Salvatore Commesso           | Saeco                           |       |
| 42                                                                 | 2000 | Saulius Sarkauskas           | LA Aluminios-Pecol-Calbrita     |       |
| 41                                                                 | 1999 | Cândido Barbosa              | Banesto                         |       |
| 40                                                                 | 1998 | Denis Zanette                | Vini Caldirola                  |       |
| 39                                                                 | 1997 | Cândido Barbosa              | Maia-CIN                        |       |
| 38                                                                 | 1996 | Massimiliano Lelli           | Saeco                           |       |
| 37                                                                 | 1995 | Alessio di Basco             | Amore e Vita                    |       |
| 36                                                                 | 1994 | Pedro Silva                  | Sicasal-Acral                   |       |
| 35                                                                 | 1993 | Pedro Silva                  | Sicasal-Acral                   |       |
| 34                                                                 | 1992 | Pedro Silva                  | Sicasal-Acral                   |       |
| 33                                                                 | 1991 | Pedro Silva                  | Sicasal-Acral                   |       |
| 32                                                                 | 1990 | Paulo Pinto                  | Lousa                           |       |
| 31                                                                 | 1989 | Paulo Pinto                  | Torreense                       |       |
| 30                                                                 | 1988 | Paulo Pinto                  | Torreense                       |       |
| 29                                                                 | 1987 | Paulo Pinto                  | Ajacto                          |       |
| 28                                                                 | 1986 | Carlos Santos                | Lousa                           |       |
| 27                                                                 | 1985 | Carlos Santos                | Sporting CP                     |       |
| 26                                                                 | 1984 | Paulo Ferreira               | Sporting CP                     |       |
| 25                                                                 | 1983 | Carlos Santos                | FC Porto                        |       |
| 24                                                                 | 1982 | Alexandre Ruas               | Lousa                           |       |
| 23                                                                 | 1981 | Alexandre Ruas               | Lousa                           |       |
| 22                                                                 | 1980 | Francisco Alves Miranda      | Lousa                           |       |
| 21                                                                 | 1979 | Alexandre Ruas               | Coelima                         |       |
| 20                                                                 | 1978 | Alexandre Ruas               | Águias/Clok                     |       |
| 19                                                                 | 1977 | Alexandre Ruas               | Águias/Clok                     |       |
| 18                                                                 | 1976 | Alexandre Ruas               | Costa do Sol                    |       |
| Em 1975 não houve Volta devido ao processo revolucionário em curso |      |                              |                                 |       |
| 17                                                                 | 1974 | Fernando Mendes              | SL Benfica                      |       |
| 16                                                                 | 1973 | Fernando Mendes              | SL Benfica                      |       |
| 15                                                                 | 1972 | Fernando Mendes              | SL Benfica                      |       |
| 14                                                                 | 1971 | Joaquim Agostinho            | Sporting CP                     |       |
| 13                                                                 | 1970 | Leonel Miranda               | Sporting CP                     |       |
| 12                                                                 | 1969 | Leonel Miranda               | Sporting CP                     |       |
| 11                                                                 | 1968 | Leonel Miranda               | Sporting CP                     |       |
| 10                                                                 | 1967 | Emiliano Dionísio            | Sporting CP                     |       |
| 9                                                                  | 1966 | Pedro Moreira                | SL Benfica                      |       |
| 8                                                                  | 1965 | Romain Van Wijnberghe        | Flandria Romeo                  |       |
| 7                                                                  | 1964 | Georges Vandenberghe         | Flandria Romeo                  |       |
| 6                                                                  | 1963 | João Peixoto Alves           | SL Benfica                      |       |
| 5                                                                  | 1962 | José Pacheco                 | FC Porto                        |       |
| Em 1960 e 1961 não houve prémio de vencedor por pontos             |      |                              |                                 |       |
| 4                                                                  | 1959 | Alves Barbosa                | Sangalhos                       |       |
| 3                                                                  | 1958 | José Sousa Cardoso           | FC Porto                        |       |
| Em 1957 não houve prémio de vencedor por pontos                    |      |                              |                                 |       |
| 2                                                                  | 1956 | Alves Barbosa                | Sangalhos                       |       |
| 1                                                                  | 1955 | Alves Barbosa                | Sangalhos                       |       |

## Títulos por equipa
| 8 títulos - Liberty Seguros/LA Pecol/Águias/Clok 7 títulos - Sporting 5 títulos - SL Benfica - Lousa 4 títulos - Sicasal/Acral - Barbot-Efapel | 3 títulos - Sangalhos - FC Porto - União Ciclista de Sobrado - Caja Rural 2 títulos - Flandria Romeo - Torreense - Saeco - Milaneza-MSS - Aviludo–Louletano–Uli | 1 título - Palmeiras Resort-Tavira - Costa do Sol - Ajacto - Amore e Vita - Vini Caldirola - Banesto - Mtn-Qubeka - Coelima - Kelly–Simoldes–UDO - Wildlife Generation Pro Cycling |